# Chrysopodes crassinervis
Chrysopodes crassinervis är en insektsart som beskrevs av Penny 1998. Chrysopodes crassinervis ingår i släktet Chrysopodes och familjen guldögonsländor. Inga underarter finns listade i Catalogue of Life.